# Alessandro Ciranni
Alessandro Ciranni (ur. 28 czerwca 1996 w Genk) – belgijski piłkarz włoskiego pochodzenia grający na pozycji prawego obrońcy. W sezonie 2021/2022 występuje w klubie SV Zulte Waregem.

## Kariera klubowa

### MVV Maastricht
Ciranni grał dla MVV Maastricht od 13 stycznia 2016 do 30 czerwca 2016 na wypożyczeniu, a od 1 lipca 2016 jako stały zawodnik. Piłkarz ten zadebiutował w barwach tego klubu 15 stycznia 2016 roku w meczu z Helmond Sport (przeg. 1:4). Pierwszą bramkę zdobył on 19 września 2016 roku w wygranym 1:2 spotkaniu przeciwko NAC Breda. Łącznie dla MVV Maastricht Belg rozegrał 96 meczów, w których strzelił 9 goli.

### Fortuna Sittard
Ciranni przeniósł się do Fortuny Sittard 1 lipca 2018 roku. Debiut dla tego zespołu zaliczył on 11 sierpnia 2018 roku w starciu z SBV Excelsior (1:1). Zawodnik ten zaliczył 7 meczów bez gola w drużynie Fortuny Sittard do lat 21. Ostatecznie w barwach seniorskiej drużyny Fortuny Sittard Belg wystąpił w 18 spotkaniach, nie zdobywając żadnej bramki.

### Royal Excel Mouscron
Ciranni podpisał kontrakt z Royal Excel Mouscron 9 lipca 2019 roku. Zadebiutował on dla tego klubu 27 lipca 2019 roku w meczu z Sint-Truidense VV (wyg. 0:1). Premierową bramkę piłkarz ten zdobył 2 listopada 2019 roku w wygranym 3:1 spotkaniu przeciwko Royal Antwerp FC. Do 29 kwietnia 2021 roku dla Royal Excel Mouscron Belg rozegrał 52 mecze, strzelając 3 gole.

## Kariera reprezentacyjna
Ciranni grał dla reprezentacji Belgii U-19. Zaliczył w niej 4 występy, nie strzelając żadnego gola.